# Robert Krüger
Robert Krüger (Lebensdaten unbekannt) war ein deutscher Fußballspieler.

## Karriere
Krüger kam in der vom Verband Berliner Ballspielvereine durchgeführten Berliner Meisterschaft in der Saison 1910/11 als Stürmer in einer neun Mannschaften umfassenden Liga für den BTuFC Viktoria 89 zum Einsatz. Als ungeschlagener Erstplatzierter aus dieser hervorgegangen, nahm er auch an der Endrunde um die Deutsche Meisterschaft teil. Sein Debüt am 21. Mai 1911 in Hamburg krönte er beim 4:0-Sieg im Halbfinale über Holstein Kiel mit dem Tor zum 3:0 in der 61. Minute. Danach gewann er das am 4. Juni 1911 in Dresden ausgetragene Finale gegen den VfB Leipzig.
Die Saison 1911/12 spielte er in der vom Verband Brandenburgischer Ballspielvereine in zwei Gruppen ausgetragenen Berliner Meisterschaft für den BFC Preussen. Als Sieger aus der Gruppe B hervorgegangen, gewann er mit seiner Mannschaft das in Hin- und Rückspiel ausgetragene Finalspiel gegen den Sieger der Gruppe A, dem BTuFC Viktoria 89, mit 4:2. Das sich anschließende Viertelfinale um die Deutsche Meisterschaft am 5. Mai 1912 in Hamburg verlor er mit seiner Mannschaft mit 1:2 gegen den späteren Deutschen Meister Holstein Kiel – nachdem er seine Mannschaft in der 30. Minute in Führung geschossen hatte.

## Erfolge
- Deutscher Meister 1911
- Berliner Meister 1911, 1912